# Rhinanthus vassilczenkoi
Rhinanthus vassilczenkoi — вид квіткових рослин родини вовчкових (Orobanchaceae).

## Біоморфологічна характеристика
.

## Поширення
Крим, Південний Кавказ, Північний Кавказ.